# Motta (Unternehmen)
Die Motta S.p.A. ist ein ehemaliger italienischer Lebensmittelhersteller, dessen Marken in Italien heute weiterhin für Backwaren für die Bauli-Gruppe und für Speiseeis für den Nestlé-Konzern weiterexistieren.

## Geschichte
Es wurde 1919 von Angelo Motta in Mailand als Angelo Motta pasticciere gegründet. Das erste Produkt von der Motta war Panettone, die Mailänder Kuchenspezalität. 1925 wurde eine zweite Produktionsstätte und 1928 ein dazugehöriges Verkaufsgeschäft in Via Carlo Alberto, ebenfalls in Mailand, eröffnet. Es folgten weitere Geschäfte in Corso Buenos Aires, Piazzale Baracca, Viale Corsica, Largo Carrobbio, Corso Giuseppe Garibaldi und Piazza del Duomo. Im Jahr 1937 wurde die Firma in eine Aktiengesellschaft umgewandelt und 1955 um die Eisproduktion erweitert.
Nach Aufschwung in der Nachkriegszeit erlebte Ende der 1960er Jahre die Branche eine Krise. Im Jahr 1968 erwarb die Società Meridionale di Elettricità (SME), Teil des staatlichen Istituto per la Ricostruzione Industriale, 35 % des Kapitals von Motta. Nachdem ebenfalls 1970 50 % des Kapitals der Alemagna S.p.A. und 1974 die Firma Alivar durch die SME übernommen wurde, erfolgte eine Umstrukturierung der Firmen. Motta und Alemagna fusionierten 1975 zu Unidal (Unione Industrie Dolciarie e Alimentari).
1977 wurden die Autobahnrestaurants der Firmen zusammen mit denen von Alivar in die gegründete Aktiengesellschaft Autogrill ausgelagert, die Eissparte von Motta 1976 in die Aktiengesellschaft Tanara, die Teil der Aktiengesellschaft Italgel wurde, ihrerseits Tochtergesellschaft von Unidal. Die Verluste von Unidal führten 1977 zu einer Liquidation der Firma und zur Übernahme der gewinnbringenden Teile in die neugegründete Sidalm (Società Industriale Dolciaria e Alimentare Milanese). Nach weiteren Verlusten wurde Sidalm 1986 in Alivar integriert, die Verkaufsgeschäfte (über die Tochtergesellschaft Esco) in Autogrill. Schließlich wurde Alivar 1991 aufgelöst, die Firmen neu strukturiert und in Teilen privatisiert. Italgel mit dem Gruppo Dolciario Italiano (dem u. a. die Backwarensparte von Motta gehörte) wurden 1993 an Nestlé veräußert und 1995 in Nestlé Italiana fusioniert.
Die Eisproduktion von Motta verblieb im Eigentum von Nestlé; bis heute ist Motta für Nestlé eine nationale italienische Marke für Speiseeis. Die Gebäcksparte mit ihren Marken hat 2009 der in Familienbesitz befindliche Mittelständler Bauli von Nestlé erworben.